# Глембоке (Любартівський повіт)
Глембоке (пол. Głębokie) — село в Польщі, у гміні Устимів Любартівського повіту Люблінського воєводства.
Населення — 255 осіб (2011).
У 1975-1998 роках село належало до Люблінського воєводства.

## Демографія
Демографічна структура станом на 31 березня 2011 року:
|          | Загалом | Допрацездатний вік | Працездатний вік | Постпрацездатний вік |
| -------- | ------- | ------------------ | ---------------- | -------------------- |
| Чоловіки | 131     | 27                 | 92               | 12                   |
| Жінки    | 124     | 30                 | 65               | 29                   |
| Разом    | 255     | 57                 | 157              | 41                   |